# Scolanthus armatus
Scolanthus armatus is een zeeanemonensoort uit de familie Edwardsiidae.
Scolanthus armatus is voor het eerst wetenschappelijk beschreven door Carlgren in 1931.